# Nesippus tigris
Nesippus tigris är en kräftdjursart som beskrevs av R. Cressey 1967. Nesippus tigris ingår i släktet Nesippus och familjen Pandaridae. Inga underarter finns listade i Catalogue of Life.